# Alarm for Cobra 11: Nitro
Alarm for Cobra 11: Nitro (oryg. niem. Alarm für Cobra 11: Nitro) – zręcznościowa gra wyścigowa z serii Crash Time przedstawiająca przygody policjantów niemieckiej jednostki policyjnej. Gra została wyprodukowana przez Synetic i wydana przez RTL Interactive 6 listopada 2006 roku, w Polsce 17 lutego 2007 przez City Interactive. Gra powstała na podstawie niemieckiego serialu Kobra – oddział specjalny.

## Rozgrywka
Gra zawiera 25 misji w trybie fabularnym oraz trzy tryby rozgrywki gry wieloosobowej. Podczas gry wokół gracza panuje ruch uliczny.
Gra zawiera system, „Replay-Technik”, pozwala on na obejrzenie powtórek z rozgrywki.